# Max Kruse (Fußballspieler)
Max Bennet Kruse (* 19. März 1988 in Reinbek) ist ein deutscher Fußballspieler. Der 14-malige A-Nationalspieler war als Offensivakteur im Einsatz und spielte für Werder Bremen, den FC St. Pauli, den SC Freiburg, Borussia Mönchengladbach, Fenerbahçe Istanbul, den 1. FC Union Berlin, den VfL Wolfsburg und den SC Paderborn 07.
Kruse tritt seit 2014 auch als Pokerspieler in Erscheinung und gewann 2022 ein Bracelet bei der World Series of Poker Europe.

## Karriere

### Vereine

#### Jugend
Kruse wuchs in seinem Geburtsort Reinbek östlich von Hamburg auf. In seiner Jugend war er HSV-Fan. Er begann 1992 bei der TSV Reinbek mit dem Fußballspielen. Im Sommer 1998 wechselte er zum Hamburger Klub TSV Kirchwerder, der sich ein Jahr später mit dem SV Ochsenwerder-Moorfleet zum SC Vier- und Marschlande zusammenschloss.

#### Werder Bremen
Im Januar 2006 wechselte Kruse zu Werder Bremen, zu dessen 2. Mannschaft er von 2006 bis 2009 gehörte. Bis in das Jahr 2006 hatte Kruse auch regelmäßig als Schiedsrichter in unteren Ligen agiert, entschied sich aber nach dem Ruf in die Jugendmannschaften von Werder Bremen gegen eine Schiedsrichterkarriere. In der Saison 2007/08 berief ihn Trainer Thomas Schaaf wegen Personalsorgen in den Profikader. Am 29. September 2007 bestritt er beim 8:1-Sieg gegen Arminia Bielefeld sein erstes Bundesligaspiel, in dem er in der 63. Minute für Jurica Vranješ ins Spiel kam und das 6:1 von Markus Rosenberg vorbereitete.

#### FC St. Pauli
Zur Saison 2009/10 wechselte Kruse ablösefrei zum FC St. Pauli und unterschrieb einen Zweijahresvertrag. 2011 verlängerte er bis 2014 und ging mit dem abgestiegenen Verein in die Zweite Bundesliga, in der er neben Fin Bartels und Florian Bruns zum torgefährlichen Mittelfeldspieler avancierte. Nach dem Heimspiel gegen den TSV 1860 München, zu dem Kruse zwei Tore beitrug, wurde er nach sieben Spieltagen zum dritten Mal in der Elf des Tages des kicker-Sportmagazins aufgeführt.

#### SC Freiburg
Zur Saison 2012/13 wurde er vom SC Freiburg verpflichtet. Dort zog er mit dem vermeintlichen Abstiegskandidaten erstmals in das Halbfinale des DFB-Pokals ein. Kruse spielte in allen 34 Bundesligapartien und war gemeinsam mit Jonathan Schmid mit je elf Toren bester Torschütze der Mannschaft. Am Ende der Saison erreichte der SC Freiburg mit dem fünften Platz die Teilnahme an der UEFA Europa League.

#### Borussia Mönchengladbach
Zur Saison 2013/2014 verpflichtete Borussia Mönchengladbach Kruse. Er wechselte für eine festgeschriebene Ablösesumme von 2,5 Millionen Euro an den Niederrhein und erhielt dort einen Vertrag mit Laufzeit bis zum 30. Juni 2017. Im Juli 2013 verlieh ihm die Vereinigung der Vertragsfußballspieler den „Silbernen Pfeil“ als bester Newcomer der Vorsaison. Am 17. August 2013 (2. Spieltag) erzielte er im Heimspiel gegen Hannover 96 in der 21. Minute sein erstes Tor für die Borussia.

#### VfL Wolfsburg
Im Mai 2015 verpflichtete ihn der VfL Wolfsburg zur Saison 2015/16. Kruse unterschrieb einen Vertrag mit einer Laufzeit bis zum 30. Juni 2019. Beim 4:2-Sieg gegen die TSG 1899 Hoffenheim am 17. Oktober 2015 (9. Spieltag) dieser Saison erzielte Kruse erstmals drei Tore in einem Profipflichtspiel und damit sein erstes Bundesligator für den VfL Wolfsburg.

#### Werder Bremen

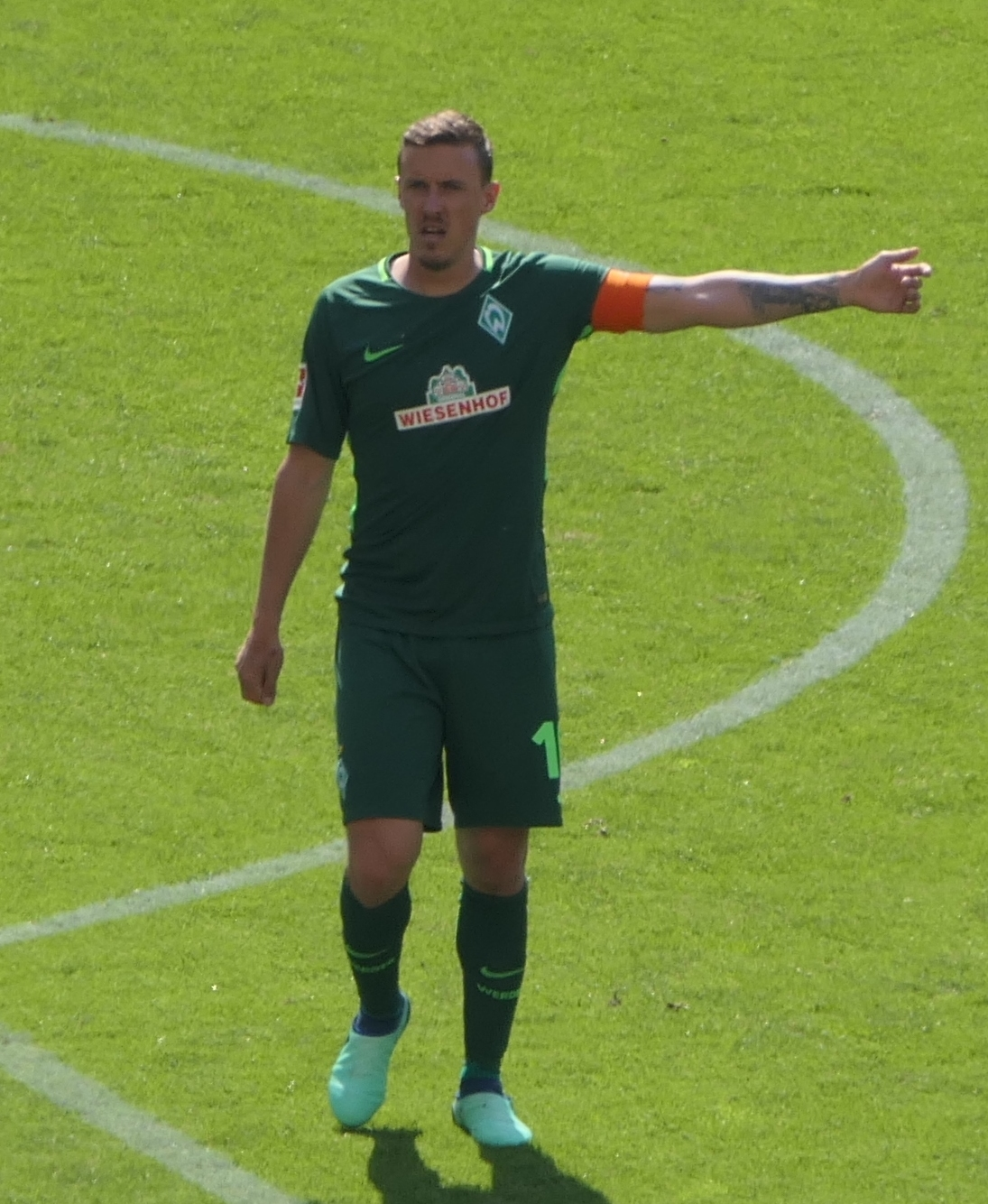
Max Kruse bei Werder Bremen (2018)

Im August 2016 kehrte Kruse zu Werder Bremen zurück, wobei die genaue Vertragslaufzeit nicht genannt wurde. Beim 2:1-Heimsieg gegen den FC Ingolstadt 04 am 3. Dezember 2016 (13. Spieltag) erzielte er sein erstes Bundesligator für die Werder-Profimannschaft. Beim 4:2-Sieg am 22. April 2017 (30. Spieltag), ebenfalls gegen den FC Ingolstadt 04, erzielte er alle vier Tore. Er ist der erste Spieler des SV Werder seit Frank Neubarth im Jahr 1986, dem dies gelang. Die letzten drei Treffer in diesem Spiel zwischen der 81. und 90+4. Minute markieren zudem Kruses ersten lupenreinen Hattrick in der Bundesliga. Mit insgesamt 15 Toren war er in der Saison 2016/17 der beste Torschütze der Mannschaft. Während der Saison 2017/18 erlitt Kruse im Spiel gegen den FC Schalke 04 (1:2) am 16. September 2017 (4. Spieltag) nach einem Foul von Thilo Kehrer einen Schlüsselbeinbruch, woraufhin er rund einen Monat ausfiel. Am 19. November 2017 (12. Spieltag) erzielte er in der zweiten Halbzeit beim 4:0-Sieg gegen Hannover 96 erneut einen lupenreinen Hattrick.
Zur Saison 2018/19 wurde Kruse von Cheftrainer Florian Kohfeldt zum neuen Mannschaftskapitän ernannt. Am 17. Mai 2019 gab Kruse bekannt, seinen zum Saisonende auslaufenden Vertrag nicht zu verlängern.

#### Fenerbahçe Istanbul
Zur Saison 2019/20 wechselte der Angreifer in die türkische Süper Lig zu Fenerbahçe Istanbul, wo er einen Dreijahresvertrag erhielt. Hier konnte sich der Deutsche einen Stammplatz erarbeiten und kam bevorzugt als hängende Spitze zum Einsatz. Mitte Juni 2020 kündigte Kruse vor dem 28. Spieltag seinen Vertrag einseitig aufgrund ausbleibender Gehaltszahlungen. Fenerbahçe bezeichnete die Anschuldigungen als „unfair und unbegründet“ und stellte klar, Kruse bis zur Saisonunterbrechung durch die COVID-19-Pandemie rund drei Monate zuvor kein Gehalt zu schulden. Der Verein wollte rechtlich gegen die Kündigung vorgehen. Kruse kam bis dahin in 20 Ligaspielen stets in der Startelf zum Einsatz und erzielte 7 Tore.

#### 1. FC Union Berlin
Zur Saison 2020/21 kehrte Kruse in die Bundesliga zurück und schloss sich dem 1. FC Union Berlin an. Unter dem Cheftrainer Urs Fischer gehörte er auf Anhieb zum Stammpersonal. Beim 5:0-Sieg gegen Arminia Bielefeld am 7. Spieltag war er an den ersten drei Toren beteiligt und traf per Elfmeter zum 4:0. Damit stellte er den Bundesliga-Rekord von Hans-Joachim Abel ein, der ebenfalls insgesamt 16 Strafstöße mit einer 100-Prozent-Quote erzielte. Seinen 17. Strafstoß beim 2:1-Sieg am 22. November 2020 (10. Spieltag) im Auswärtsspiel gegen den 1. FC Köln konnte er erst im Nachschuss im Tor von Timo Horn unterbringen. Union Berlin spielte eine gute Saison und hatte Chancen, die neue UEFA Europa Conference League zu erreichen. Kruse äußerte in einem Interview: „Europa League hätte ich Bock drauf. Europa Conference League hätte ich irgendwie keinen Bock drauf. Ich weiß noch nicht einmal, was das ist.“ Am letzten Spieltag erzielte er beim 2:1-Sieg gegen RB Leipzig in der Nachspielzeit den Siegtreffer, wodurch Union noch auf den 7. Platz rutschte und sich tatsächlich für die Conference League qualifizierte, was von Kruse aber eher teilnahmslos hingenommen wurde. Insgesamt kam der Offensivspieler auf 22 Bundesligaeinsätze (19-mal von Beginn), in denen er 11 Tore erzielte. Von Anfang Dezember 2020 bis Ende Februar 2021 hatte er zwischenzeitlich aufgrund einer Muskelverletzung am hinteren rechten Oberschenkel gefehlt.
Auch in der Saison 2021/22 war Kruse mit den Köpenickern erfolgreich und kam bis Ende Januar 2022 auf 16 Einsätze und 5 Tore. In der Conference League schied man in der Gruppenphase aus, wobei Kruse in vier Spielen ein Tor erzielte. Ende Januar 2022 war Union im DFB-Pokal bis in das Viertelfinale vorgedrungen und in der Bundesliga rangierte man auf dem 4. Platz, der zur Champions-League-Teilnahme berechtigte.

#### Rückkehr nach Wolfsburg
Ende Januar 2022 kehrte Kruse fünf Monate vor Ablauf seines Vertrags und kurz vor dem Ende der Transferperiode zum VfL Wolfsburg zurück. Er unterschrieb bei den abstiegsbedrohten „Wölfen“ einen Vertrag bis zum 30. Juni 2023 und traf dort auf den Cheftrainer Florian Kohfeldt, unter dem er bereits in Bremen gespielt hatte. Union-Präsident Dirk Zingler äußerte: „Die sportlich erfolgreichste und wirtschaftlich wertvollste Phase unserer Vereinsgeschichte ist, neben vielen Spielern, Trainern und Mitarbeitern, auch Max Kruse zu verdanken, das werden wir nicht vergessen. Wenn er sich nun jedoch ganz bewusst gegen die Chance entscheidet, mit Union in dieser Saison Geschichte zu schreiben, akzeptieren wir das.“ Kruse erklärte seinen Wechsel von einem Champions-League- und DFB-Pokal-Anwärter zu einem Abstiegskandidaten folgendermaßen: „Ich danke euch allen für euer Vertrauen in mich – und jetzt bitte ich euch um euer Verständnis für meine Entscheidung, ein Angebot das langfristig und hoch dotiert ist, anzunehmen.“
Der Angreifer, der bevorzugt hinter dem neuen Mittelstürmer Jonas Wind auflief, wurde in allen 14 möglichen Ligaspielen von Spielbeginn an aufgestellt, schoss sieben Tore und leistete eine Vorlage. Beim 5:0 gegen den 1. FSV Mainz 05 traf Kruse allein dreimal, zum 2:2 am letzten Spieltag gegen den bereits feststehenden Meister Bayern München steuerte er ein Tor sowie einen Assist bei.
Im September 2022 wurde Kruse vom neuen Trainer Niko Kovač aufgrund von „mangelndem Fokus auf den VfL“ und „fehlendem Engagement“ dauerhaft aus dem mittlerweile auf den vorletzten Rang abgerutschten Team genommen. Zuvor war er in allen fünf Ligaspielen, von denen Wolfsburg keines gewann, berücksichtigt worden und hatte keine direkte Torbeteiligung vorweisen können.
Ende November 2022 einigten sich Verein und Spieler einvernehmlich auf eine sofortige und damit vorzeitige Vertragsauflösung.

#### Wechsel nach Paderborn und Karriereende
Zur Saison 2023/24 schloss sich Kruse dem Zweitligisten SC Paderborn 07 an. Auch hier kam es Ende November 2023 zu einer einvernehmlichen sofortigen und somit vorzeitigen Vertragsauflösung. Einen Monat später verkündete Kruse sein Karriereende als Profifußballer. In den obersten beiden deutschen Ligen gelangen ihm zusammen 117 Punktspieltreffer.

#### Baller League und Comeback in der Kreisliga
Im Februar und März 2024 bestritt er vier Spiele für Hollywood United in der ersten Baller-League-Saison, wo er auch als Co-Trainer und Manager von United agierte.
Am 18. April 2024 kündigte Kruse sein Comeback, als Spieler der zweiten Mannschaft des Landesligisten BSV Al-Dersimspor, zum 28. April 2024 in der Berliner Kreisliga A an.

### Auswahleinsätze
Kruse bestritt mehrere Länderspiele für die deutsche U-19 und U-20. Sein einziges Spiel für die U-21-Nationalmannschaft absolvierte er am 28. Mai 2008 gegen Dänemark, als er zur Halbzeit eingewechselt wurde und kurz vor Schluss das Tor zum 4:0-Endstand erzielte.
Am 16. Mai 2013 wurde Kruse von Joachim Löw für die Länderspiele gegen Ecuador (29. Mai 2013) und die Vereinigten Staaten (2. Juni 2013) in den Kader der deutschen A-Nationalmannschaft berufen. Sein A-Länderspieldebüt gab er am 29. Mai 2013 beim 4:2-Sieg im Testspiel gegen die Auswahl Ecuadors in Boca Raton (Vereinigte Staaten); in der 79. Minute wurde er für Dennis Aogo ausgewechselt. Sein erstes Länderspieltor erzielte er am 2. Juni 2013 in Washington bei der 3:4-Niederlage gegen die Auswahl der Vereinigten Staaten mit dem Treffer zum 2:4 in der 79. Minute. Im Aufgebot für die WM 2014 fehlte Kruse, der in der Saison 2013/14 europaweit die meisten Torchancen (98) aufgelegt hatte. Am 11. Oktober 2015 erzielte er den 2:1-Siegtreffer gegen Georgien, durch den sich die deutsche Nationalmannschaft als Gruppenerster für die Fußball-Europameisterschaft 2016 qualifizierte.
Nach zwei Vorfällen außerhalb des Fußballbetriebs wurde er am 21. März 2016 von Bundestrainer Löw für die bevorstehenden Länder-Testspiele gegen England und Italien aus dem Kader der Nationalmannschaft gestrichen. Am Ende seiner Laufbahn standen für ihn vier Tore in 14 A-Länderspielen zu Buche.
Anfang Juli 2021 wurde Kruse von Stefan Kuntz in den Kader der deutschen Olympiaauswahl für das Fußballturnier der 2021 ausgetragenen Olympischen Sommerspiele 2020 berufen. Die Mannschaft schied nach der Vorrunde aus.

## Titel und Auszeichnungen
Titel
- Deutscher Supercupsieger: 2015 (VfL Wolfsburg)
- Bremer Pokalsieger: 2007 (Werder Bremen II)

Auszeichnungen
- VDV-Newcomer der Saison: 2012/13
- Spieler des Monats der Bundesliga: März 2019

## Sonstiges

### Privates

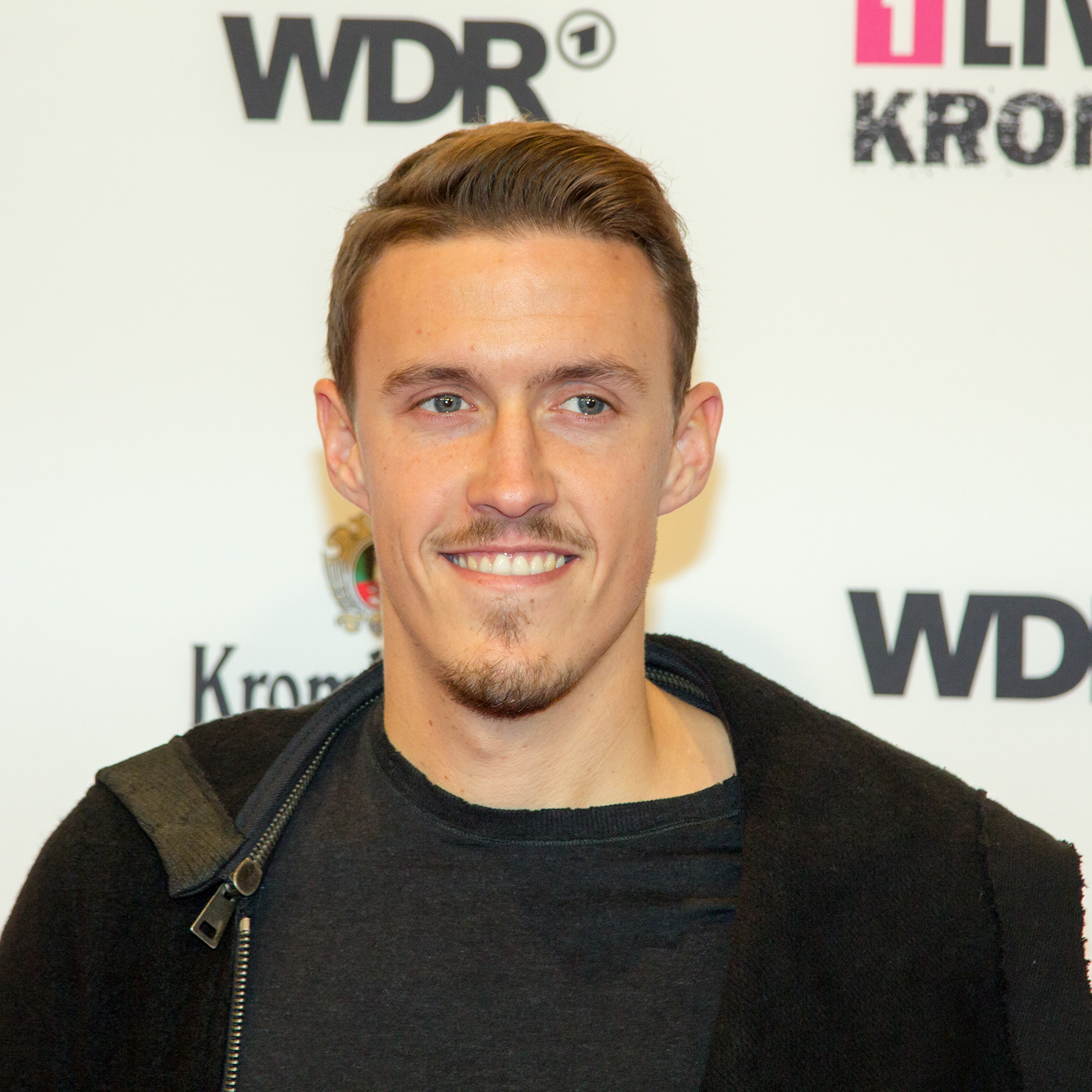
Kruse bei der 1LIVE Krone (2014)

Mit seiner ersten Ehefrau Alina hat Kruse einen Sohn (* 2011), der nach der 2019 erfolgten Trennung des Paares mit ihr in den USA lebt. 2021 heiratete er seine zweite Ehefrau Dilara.

### Poker
Kruse erzielte im Juni 2014 bei der World Series of Poker (WSOP) im Rio All-Suite Hotel and Casino am Las Vegas Strip seine erste Geldplatzierung bei einem Live-Pokerturnier. Dort erreichte er bei der Weltmeisterschaft in No Limit 2-7 Draw Lowball, nachdem er sich die Variante einen Tag zuvor vom mehrfachen Braceletgewinner George Danzer hatte erklären lassen, den Finaltisch und belegte von 241 Spielern den dritten Platz, der mit über 35.000 US-Dollar dotiert war. Er war Teilnehmer der 42. Ausgabe der Fernsehsendung TV total PokerStars.de Nacht, die am 13. Februar 2015 auf ProSieben ausgestrahlt wurde. Dabei setzte er sich gegen Stefanie Heinzmann, Stefan Raab, Steven Gätjen, Ken Duken und einen Online-Qualifikanten durch und gewann 50.000 Euro, die er spendete. Ende Mai 2015 wurde Kruse beim High-Roller-Event der Eureka Poker Tour in Hamburg Zehnter und erhielt knapp 4000 Euro. Bei der WSOP 2015 belegte Kruse bei der Pot Limit Omaha Championship den 26. Platz von 387 Spielern und gewann 23.500 US-Dollar. Bei der WSOP 2016 kam er zweimal in der Variante Seven Card Razz in die Geldränge. 2017 erreichte Kruse bei der World Series of Poker dreimal die Geldränge, dabei gewann er sein größtes Preisgeld von knapp 30.000 US-Dollar für einen vierten Platz in der Variante 2-7 Lowball Triple Draw. Seit 2020 ist er ein Repräsentant der Onlinepoker-Plattform GGPoker. Bei der aufgrund der COVID-19-Pandemie dort ausgespielten World Series of Poker Online erzielte er 2020 drei Geldplatzierungen. Im Jahr darauf erreichte er bei der Heads-Up Championship der World Series of Poker Online das Viertelfinale und erhielt über 60.000 US-Dollar. Aufgrund seiner Suspendierung in Wolfsburg konnte Kruse im November 2022 an der World Series of Poker Europe teilnehmen. Im King’s Resort in Rozvadov setzte er sich bei einem Event in No Limit Hold’em durch, gewann damit sein erstes Live-Turnier überhaupt und erhielt ein Bracelet sowie seine bislang höchste Auszahlung von rund 135.000 Euro. An gleicher Stelle wurde er knapp zwei Wochen später Zweiter bei der Deutschen Pokermeisterschaft und sicherte sich knapp 50.000 Euro. Insgesamt hat sich Kruse mit Poker bei Live-Turnieren mehr als 350.000 US-Dollar erspielt.

### Rennsport
Im Jahr 2018 gründete Kruse gemeinsam mit Benjamin Leuchter das Motorsportteam Max Kruse Racing, das in der ADAC TCR Germany startete. Sein Vater Frank ist als weiterer Geschäftsführer für das Team tätig.
Seit 2023 startet das Team in der Nürburgring Langstrecken-Serie (NLS). Kruse selbst saß erstmals am 14. April 2024 im Rahmen der NLS in einem VW Golf V am Steuer.

### Streaming
Seit Oktober 2020 streamt Kruse unter dem Benutzernamen MaxKruseGaming (ehemals: Maxelinho18) auf Twitch. Seitdem erreicht er mit seinen Streams regelmäßig tausende Zuschauer. Insgesamt hat er mit Stand Oktober 2024 über 73.000 Follower auf der Streaming-Plattform.

### Kontroversen
Am 18. Oktober 2015 kam Kruse in einem Berliner Taxi nach eigenen Angaben Bargeld in Höhe von 75.000 Euro abhanden. Kruse erstattete Anzeige gegen unbekannt.
Am 19. März 2016 gab es in einem Berliner Club, in dem er seinen Geburtstag feierte, einen öffentlich gewordenen Disput mit einer Reporterin der Bild-Zeitung, die ihn ohne seine Erlaubnis fotografiert hatte. Bei der Nationalmannschaft kam er danach nicht mehr zum Einsatz und verpasste in der Folge auch die Europameisterschaft 2016.

### TV-Shows
Am 29. Januar 2022 besiegte er in der ProSieben-TV-Show Schlag den Star Steven Gätjen. Im November 2023 war Kruse in der elften Staffel der Reality-Show Promi Big Brother und in der Late-Night Promi Big Brother – Die Late Night Show zu Gast, während seine Frau Dilara als Kandidatin teilnahm. Im Oktober 2024 nahm er an der 12. Staffel von Promi Big Brother teil.

### TV-Experte
Kruse ist als TV-Experte für RTL Television tätig.